# Elena Gaja
Elena Gaja (n. 26 octombrie 1946, Brașov) este o cântăreață lirică, mezzo-soprană română. A absolvit cursurile Academiei de Muzică „Ciprian Porumbescu” din București la clasa celebrei soprane Magda Ianculescu.
A concertat cu toate orchestrele filarmonicilor de stat din România. A cântat cu toate teatrele de operă din România, abordând întreg repertoriul scris pentru vocea de mezzosoprană, cântând inclusiv integrala ciclurilor de lied-uri scrise de Manuel de Falla. S-a remarcat prin tipul de voce rarisim de mezzosoprano-contralto astăzi pe cale de dispariție, cu o coloristică și un vibrato care i-au adus admirația totală din partea publicului și al criticii de specialitate, fiind supranumită „viola da gamba”.
În decembrie 1982 caștigă Marele Premiu la Concursul Internațional de Canto Bellini Arhivat în 6 mai 2006, la Wayback Machine. Caltanisetta, Sicilia, Italia, fiind astfel singura voce din România care câștiga această prestigioasă competiție pentru artiști lirici.
Pentru câteva decenii a fost solistă a Operei Naționale Române din Timișoara. S-a remarcat în spectacole extraordinare, alături de marii tenori de la Moscova și marile voci ale României. A făcut numeroase turnee in Rusia si țările fostei Uniuni Sovietice precum și în Ungaria, Cehia, Slovacia, Bulgaria, Macedonia, Italia, Spania, Lituania, Finlanda, Austria, Franța etc. fiind supranumită in anii '80 a 3-a Carmen din Europa după Irina Arhipova și Elena Cernei.
„Carmen” este rolul cu care mezzosoprana Elena Gaja s-a identificat cel mai mult de-a lungul carierei sale. L-a interpretat de peste 300 de ori, reușind de fiecare dată să redea adevărata condiție a unui personaj care merge spre misticăși care, fără doar și poate, alături de „Don Juan” rămâne unul din cele mai controversate roluri scrise vreodată pentru vocea umană.
Luându-și adio de la scenă în 1996 și-a continuat cariera susținând concerte, repertoriul abordat mergând de la arii de pperă, arii sacre, oratoriu, lied până la tango-uri, zarzuelas și muzică de film.
A sprijinit și sprijină tinerele generații de artiști acceptând să predea canto la Facultatea de Muzică din cadrul Universitații de Vest din Timișoara. Este inițiatoarea și cea care a deschis noi porți tinerilor interpreți lirici promovand artisti romani si cultura in Europa.